# Armin Duvnjak
Armin Duvnjak (Zenica, 15. veljače 1990.), bosanskohercegovački nogometni trener i bivši nogometaš.  

## Karijera

### Igračka karijera
Nogomet je počeo igrati kao šestogodišnjak u Čeliku iz rodne Zenice. S juniorskom momčadi Čelika osvojio je naslov državnog prvaka, a za prvu momčad zeničkog kluba debitirao je 2008. godine. Nakon Čelika igrao je za bosanskohercegovačke klubove: Slogu iz Uskoplja, Rudar iz Kaknja, Zvijezdu iz Gradačca i Novi Travnik, a u inozemstvu je igrao u češkom Baniku i gibraltarskoj Europi. S Europom je osvojio gibraltarski kup u sezoni 2014./15.
Igračku karijeru je završio u Čeliku 2020. godine.

### Trenerska karijera
Nakon igračke karijere bavi se trenerskim poslom. Najprije je radio kao trener mlađih uzrasta u NK Tempo-Sport, a kasnije preuzima juniorsku momčad Čelika. U ožujku 2022. postaje trener prve momčadi Čelika. S Čelikom je ostvario plasman u Prvu ligu FBiH u sezoni 2022./23. Dana 22. studenoga 2023. imenovan je za novog trenera NK Vitez.
Od 2023. je trener u bosanskohercegovačkoj reprezentaciji do 15 godina.

## Vanjske poveznice
- Profil na transfermarkt.com